# Cyryn (gmina)
Cyryn – dawna gmina wiejska istniejąca do 1939 roku w woj. nowogródzkim (obecnie na Białorusi). Siedzibą gminy było miasteczko Cyryn (274 mieszk. w 1921 roku), a następnie Worończa (184 mieszk. w 1921 roku).
W okresie międzywojennym gmina Cyryn należała do powiatu nowogródzkiego w woj. nowogródzkim. Po wojnie obszar gminy Cyryn wszedł w struktury administracyjne Związku Radzieckiego.